# Flaga Mali

Flaga Federacji Mali

Flaga Mali zawiera barwy panafrykańskie. Jako wzór posłużyła Tricolore. Poszczególne pasy symbolizują:
- Zieleń – przyrodę[1]
- Złoto – bogactwa naturalne[1]
- Czerwień – braterstwo i przelaną krew[1]

Proporcje 2:3.
Uchwalona 1 marca 1961 roku. Wcześniej używano flagi Federacji Mali.